# Osul trigon

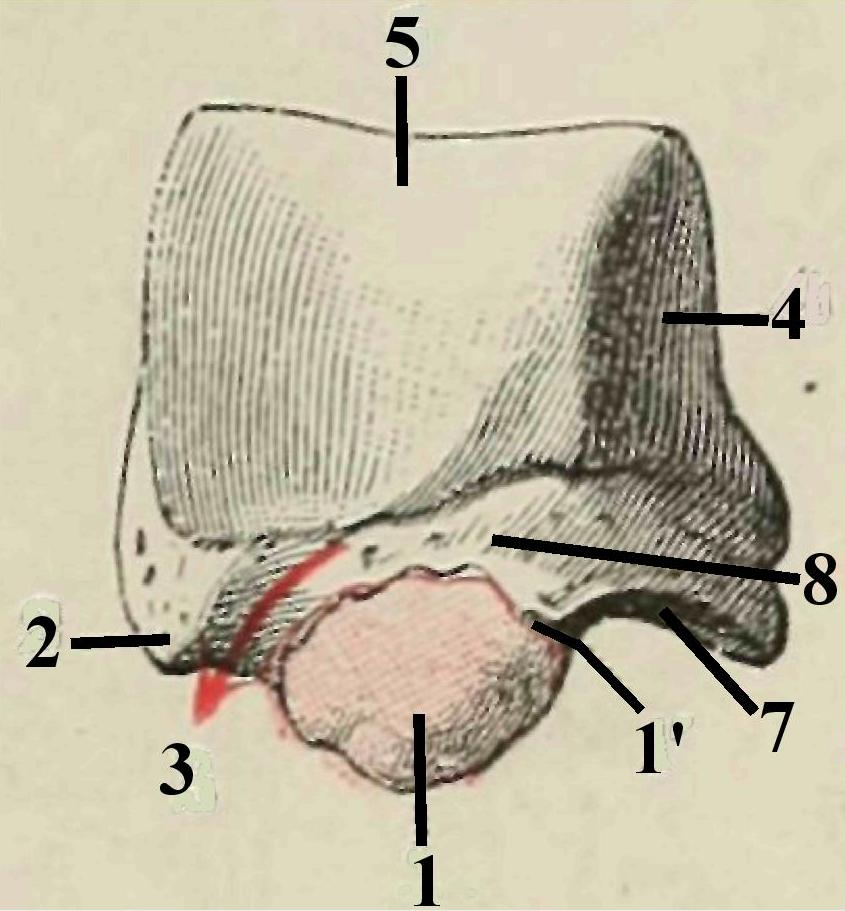
Osul trigon (în roșu), văzut posterior (după L. Testut. Traité d'anatomie humaine. Tome premier. Ostéologie – Arthrologie – Myologie. Paris, 1899).
1 - Osul trigon
1' – Sincondroza osului trigon cu tuberculul lateral al talusului
2 - Tuberculul medial al procesului posterior al talusului
3 - Șanțul tendonului mușchiului flexor lung al halucelui
4 - Fața laterală a talusului
5 - Fața superioară a trohleei talusului
7 - Fața articulară calcaneană posterioară a talusului
8 - Tuberculul lateral al procesului posterior al talusului

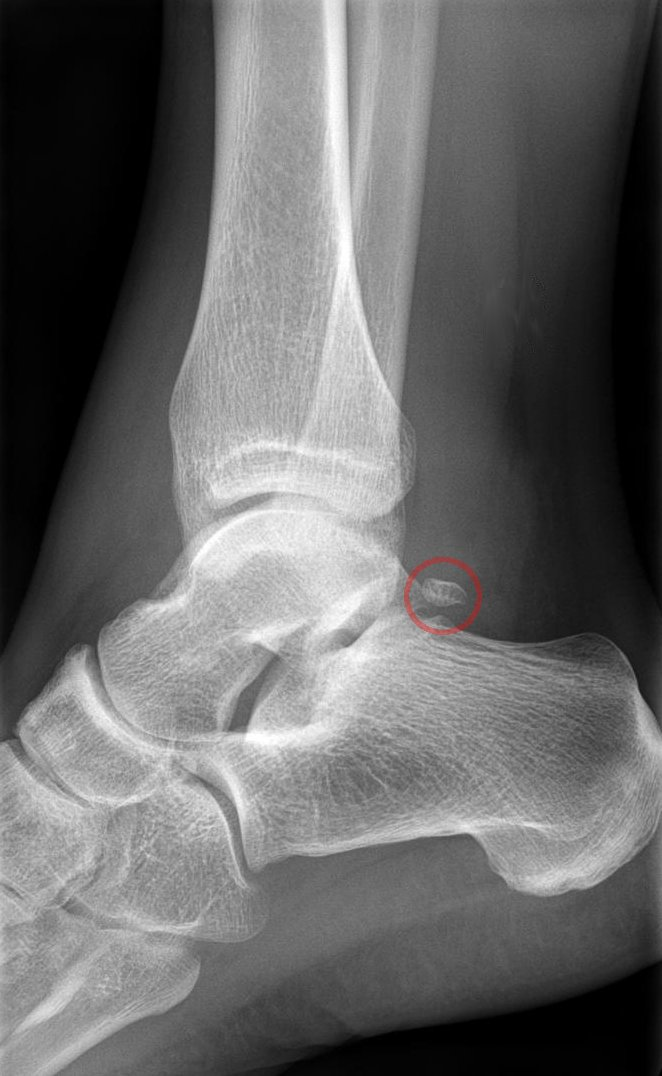
Osul trigon (în cerculeţul roşu). Radiografie de profil.

Osul trigon (Os trigonum) (din latina trigonon = triunghi) este un osișor supranumerar (accesoriu) independent al tarsului situat în partea posterioară a talusului, lângă tuberculul lateral al procesului posterior al talusului. Incidența sa a fost estimată în literatura de specialitate a fi între 1,7 și 8% în populație, iar în 1,4% este bilateral. La examenul radiologic, prezența sa trebuie să se distingă clar de fractură Shepherd (fractura tuberculului lateral) care întrerupe baza procesului posterior al talusului. Tendonul mușchiului flexorul lung al halucelui trece medial de osul trigon. Acest osișor, a fost semnalat în 1864 de Gruber, câțiva ani mai târziu de Stieda, Shepherd și Albrecht, și a fost bine studiat în 1883 de către Bardeleben, care l-a numit osul trigon. Osul trigon există în mod normal la un număr mare de vertebrate inferioare, în special la axolotl. El se întâlnește destul de frecvent la marsupiale. 
După cum sugerează și numele, osul trigon are de obicei o formă triunghiulară, cu 3 fețe (anterioară, inferioară și posterioară), dar poate avea și o formă rotunjită sau ovală. Osul trigon este compus dintr-o parte corticală periferică și un centru spongios. De obicei, osul trigon are trei fețe: una anterioară, alta inferioară și a treia posterioară. Fața anterioară articulară are de obicei o formă de semilună și formează cu tuberculul lateral al talusului o articulație de tip sincondroză sau este legat de acesta printr-un țesut fibros, fibrocartilaginos sau cartilaginos. Fața inferioară, calcaneană, este și ea articulară, și poate să se articulează cu fața superioară a calcaneului, participând la coaliția (sinostoza) talocalcaneană. Fața posterioară este nearticulară. Osul trigon este cel mai adesea unic și măsoară mai puțin de 1 cm pe axul mare. El poate fi, de asemenea, bipartit (divizat în două părți) sau multipartit (divizat în mai multe părți). Osul trigon fuzionat cu tuberculul lateral este numit proces trigonal.
Osul trigon provine dintr-un centru de osificare cartilaginas secundar, care se formează în partea posterioară a talusului, între 11 și 13 ani la băieți și între 8 și 10 ani la fete. În mod normal, acest nucleu de osificare fuzionează cu tuberculul lateral al talusului în cursul primului an de la apariția sa, participând la formarea procesul posterior al talusului. Atunci când această fuziune antrenează formarea unui proces talar posterior mare și intact, acesta este numit procesul talar posterior hipertrofic sau "procesul Stieda." În absența fuziunii centrului de osificare cu tuberculul lateral al talusului, din acest centru de osificare se formează un os independent, numit osul trigon. 
La sportivi și dansatori, osul trigon poate fi comprimat între tibie și calcaneu, provocând dureri și uneori necesită îndepărtarea lui chirurgicală. 